# Jesús Vázquez Gayoso
Jesús Vázquez Gayoso (A Pontenova, 5 d'abril de 1909 – Ciutat de Mèxic, 9 de maig de 1970) fou un advocat i polític gallec. Es llicencià en dret a la Universitat Central de Madrid el 1931, especialitzant-se en dret indià, i participà activament en política, figurant el 1934 entre els fundadors d'Izquierda Republicana. En esclatar la guerra civil espanyola fou nomenat secretari tècnic de governació i es va allistar voluntari al Cos de carrabiners de costes i fronteres, en el que assolí el grau de comandant. En acabar el conflicte travessà els Pirineus a peu i passà a França, d'on marxà cap a l'Havana el juny de 1939.
Amb Álvaro de Albornoz va fundar la revista antifranquista Nuestra España i fou professor de dret a la Universitat de l'Havana. El gener de 1940 fou nomenat president d'Amigos de la República Española i també fou professor de dret a la Universitat de Panamà (1941-1945) i a la de Caracas (1945-1951). El 1945 fou nomenat cònsol general a Caracas del govern de la República espanyola en l'exili, càrrec que aprofità per a millorar les condicions dels refugiats espanyols a tota Amèrica Llatina i aconseguir-los visats. Després del cop d'estat contra Rómulo Gallegos el 1948 marxà a Mèxic, on hi va romandre fins a la seva mort. Fou ministre delegat en el govern republicà en l'exili d'Emilio Herrera Linares (1960-1962).